# Джої О'Браян
Джої О'Браян (англ. Joey O'Brien, нар. 17 лютого 1986, Дублін) — ірландський футболіст, захисник клубу «Шемрок Роверс».

## Клубна кар'єра
Народився 17 лютого 1986 року в місті Дублін. Вихованець футбольної школи клубу «Болтон Вондерерз».
Щоправда, у дорослому футболі дебютував 2004 року виступами за «Шеффілд Венсдей», за яке виступав на правах оренди, взявши участь у 15 матчах чемпіонату.
До складу «Болтон Вондерерз» повернувся 2005 року. Відіграв за клуб з Болтона наступні п'ять сезонів своєї ігрової кар'єри, зігравши за цей час лише 50 матчів чемпіонату, через що 2011 року знову захищав на правах оренди кольори команди клубу «Шеффілд Венсдей».
До складу клубу «Вест Гем Юнайтед» приєднався 30 липня 2011 року і в першому ж сезоні допоміг «молотобійцям» повернутись в Прем'єр-лігу. Наразі встиг відіграти за клуб з Лондона 62 матчі в національному чемпіонаті.

## Виступи за збірну
1 березня 2006 року дебютував в офіційних матчах у складі національної збірної Ірландії в грі проти збірної Швеції, проте основним гравцем збірної не став. Наразі провів у формі головної команди країни всього 5 матчів.

## Титули і досягнення
- Володар Кубка Ірландії (1):

«Шемрок Роверс»: 2019
- Чемпіон Ірландії (1):

«Шемрок Роверс»: 2020